# Tillsvidareanställning
Tillsvidareanställning är i svensk arbetsrättslig terminologi en anställningsform som innebär att anställningsavtalet råder tills vidare, vilket innebär att anställningen inte har något slutdatum. Detta är vad som något oegentligt brukar kallas "fast anställning". Huvudprincipen enligt LAS (Lagen om anställningsskydd) är att en anställning gäller tills vidare om inget annat uttryckligen anges i anställningsavtalet. En tillsvidareanställning upphör inte automatiskt vid någon särskild tidpunkt. 
En tillsvidareanställning kan sägas upp, men enbart på grund av sådant som betraktas som saklig grund enligt LAS, vilket innebär arbetsbrist eller faller under personliga förhållanden.
Även om uppsägningen sker på grund av personliga skäl skall saklig grund för uppsägningen föreligga. Om arbetstagaren grovt missköter sig kan denne också avskedas, vilket innebär att anställningen avslutas omedelbart.
Uppsägning från arbetsgivarens sida skall vara skriftlig.
En tillsvidareanställning behöver inte vara på heltid. Det är lättare att få en tillsvidareanställning när det gäller högre positioner. Det skall av anställningsavtalet framgå vilken omfattning som anställningen har, exempelvis x % av heltid.
Enligt lagen finns dock undantag om tidsbegränsade anställningar: vikariat, allmän visstidsanställning, säsongsanställning samt tidsbegränsad anställning för dem som har fyllt 67 år.
Det finns även särskilda bestämmelser om provanställning, vilken kan vara som längst i 6 månader.
I lagen finns en bestämmelse om att anställningsformen övergår från tidsbegränsad anställning till en tillsvidareanställning, när den anställde under en femårsperiod har haft två års anställning på antingen vikariat eller allmän visstidsanställning. Dessa två olika anställningsformer kan inte läggas ihop. Före den 1 juli 2007 gällde att det skulle vara 3 års anställning under en femårsperiod för att anställningen skulle kunna övergå i en tillsvidareanställning.